# 科尔恩拉德
科尔恩拉德是德国下萨克森州的一个市镇。总面积18.45平方公里，总人口801人，其中男性433人，女性368人（2011年12月31日），人口密度43人/平方公里。